# Suite (альбом)
Suite — второй студийный альбом французского диджея  и продюсера Мартина Сольвейга. Релиз состоялся 11 августа 2003 года, при посредничестве Universal Music Group.

## Список композиций
1. Madan (Exotic Disco Mix) - 6:05
2. Linda (Nasty Version) - 4:38
3. Rocking Music - 6:44
4. Tiger Drums - 1:32
5. I'm A Good Man (Original Rework)	 - 6:04
6. Believe (Vocal Dub) - 4:54
7. Everything I Do (Vocal Dub) - 5:44
8. Burning (Ethnic Wake Up Mix) - 3:18
9. Linda (Kenny Dope Dub) - 4:51
10. Heart Of Africa (Afro Drum Dub) - 4:05
11. Someday (Spen & Karizma Instrumental) - 5:04
12. Someday (Point G Mix) - 5:25

## Чарты
| Чарт (2003) | Наивысшее место |
| ----------- | --------------- |
| Франция     | 84              |